# Canon de 155 C modèle 1917 Schneider
Die schwere Feldhaubitze Canon de 155 C modèle 1917 Schneider (Kurzbezeichnung: C17S) war ein Geschütz der französischen Feldartillerie, das von der Firma Schneider et Cie während des Ersten Weltkrieges entwickelt und gebaut wurde. Es wurde nach dem Krieg von Frankreich in mehrere Länder exportiert und im Zweiten Weltkrieg von der Wehrmacht in größerer Zahl in Frankreich und den Ländern, welche das Geschütz nach dem Ersten Weltkrieg erhalten hatten, erbeutet.

## Entwicklung
Der Ursprung der Schneider-Geschütze im Ersten Weltkrieg war ein Entwicklungsvertrag aus dem Jahr 1907 zwischen Schneider et Cie und dem russischen Unternehmen Putilow. Man entwickelte gemeinsam die 152-mm-Haubitze M1910 (russisch 152-мм осадная пушка образца 1910 года) für die zaristische Armee. Es handelte sich um einen konventionellen und robusten Entwurf mit einer Kastenlafette, Geschützschild, einem hydro-pneumatischen Rückholsystem und in Eisen gefassten Holzspeichenrädern.
Zu dieser Zeit oblag die Ausrüstung des französischen Heeres den staatlichen Arsenalen. Im Jahr 1909 wurde erstmals die Modernisierung der 155-mm-Kanone von 1877 verlangt. In die Ausschreibung zur Modernisierung des Artilleriebestandes wurden 1910 auch die Firmen Schneider und Saint-Chamond aufgenommen. Schneider erhielt letztlich im Oktober 1913 die Zusage zur Modernisierung der 155-mm-Kanone 1877 und im April 1914 folgte der Auftrag über 120 Geschütze, die von Dezember 1915 bis Dezember 1917 hätten ausgeliefert werden sollen. Letztlich begann die Auslieferung der nun als Canon de 155 L modèle 1877/1914 bezeichneten Geschütze kriegsbedingt erst im Februar 1916.
Die neue, moderne Lafette M1910 der Canon de 155 L modèle 1877/1914 veranlasste die Schneider-Ingenieure, darauf ein zeitgemäßes Geschütz aufzubauen, indem ein anderes Rohr mit modernen Verschluss aufgesetzt wurde. So entstand die Canon de 155 C modèle 1915 und damit der Ursprung der späteren C17S.
Die Schneider-Kanone C17S ist im Wesentlichen die Canon de 155 C modèle 1915 mit einem nochmals geänderten Verschluss, der es ermöglichte, Treibladungen ohne Kartuschhülsen zu verwenden. Schon bald nach Beginn des Ersten Weltkrieges wurden wegen des hohen Munitionsverbrauchs Forderungen an Schneider gerichtet, das Geschütz derart zu verändern, dass mit dem Verschlussmechanismus vom Typ de Bange, der sich im Kriegseinsatz bereits bewährt hatte, einfach herzustellende und kostengünstige Beutelkartuschen eingesetzt werden konnten. Nachdem Schneider die Forderung akzeptiert hatte, dauerte es jedoch bis Ende 1916, bis das neue Geschütz in Produktion gehen konnte, so dass es letztlich als Modell 1917 eingeführt wurde.
Die bereits in größerem Umfang von Schneider für die Canon de 105 modèle 1913, Canon de 155 L modèle 1877/1914 und bei der 155 C modèle 1915 verwendete Lafette M1910 blieb unverändert auch bei der C17S im Einsatz.

## Einsatz

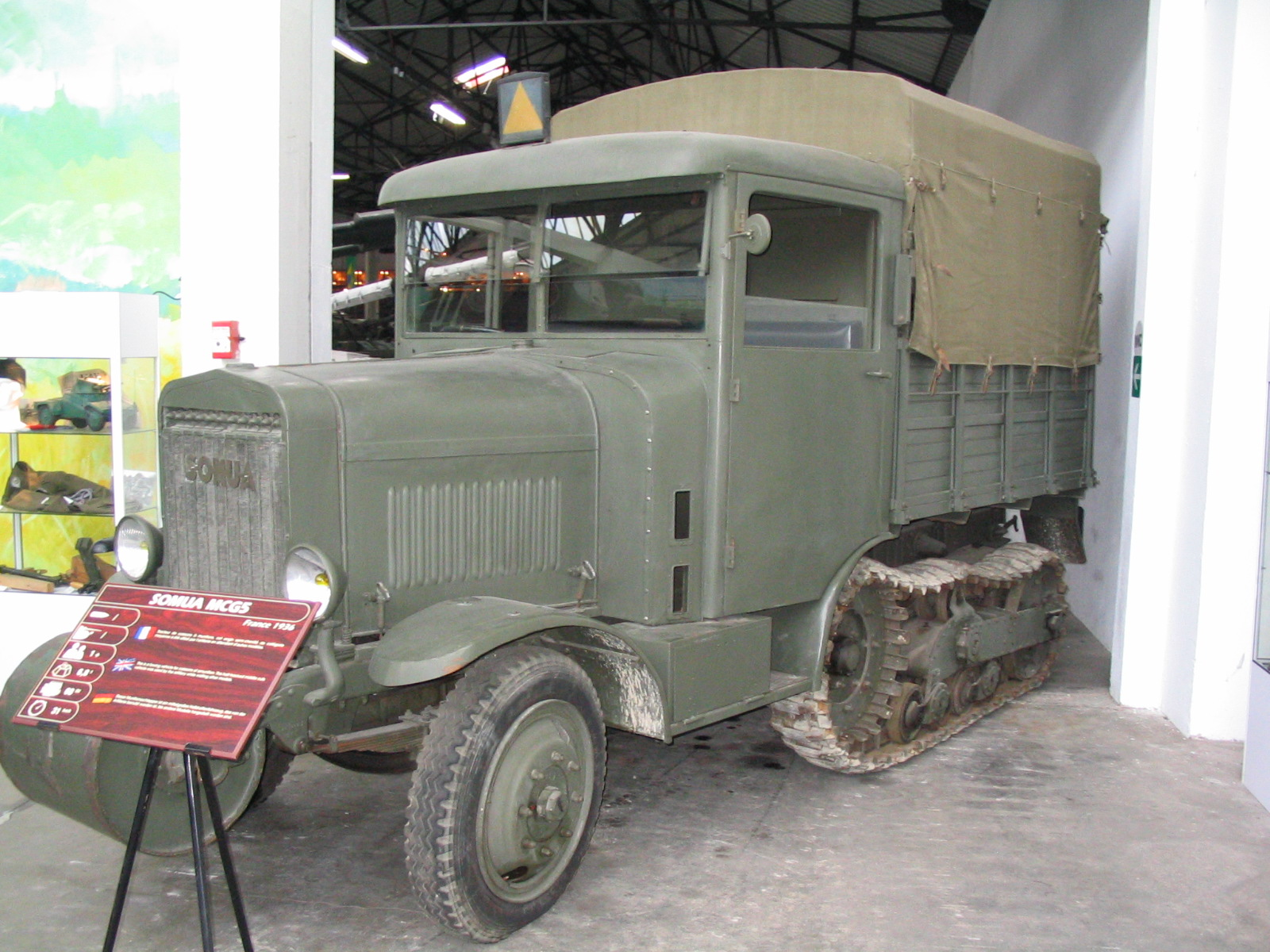
SOMUA MCG

Diese moderne Haubitze wurde zur Hauptausstattung der französischen schweren Artillerie während des Ersten Weltkrieges.
Im Jahr 1939 hatte die französische Armee noch 2043 Exemplare als Ausstattung der Artillerieregimenter im Einsatz.
Eines der Zugfahrzeuge während des Westfeldzuges im Jahre 1940 war das Halbkettenfahrzeug SOMUA MCG, aber eine große Zahl wurde noch im Pferdezug bewegt. Ein bespanntes Geschütz bestand aus:
- einem Maréchal des logis als Geschützführer
- zwei Brigadiers als Richtschützen
- acht Kanonieren
- sieben Fahrern auf Sattelpferden
- einem oder zwei Wagenfahrern
- 17 Pferden (davon 3 Reitpferde)
- einer Protze
- einem Wagen

Das Geschütz wurde von acht Pferden gezogen, der Wagen von sechs Pferden. In diesem wurden 28 Granaten, drei Behälter mit Kartuschenbeuteln und das notwendige Werkzeug mitgeführt. Die Haubitze und der Munitionswagen wurden von Sattelpferden aus gelenkt.
Modernisierungen betrafen hauptsächlich das Räderwerk. Hier wurden die eisenbereiften Holzspeichenräder durch Einzel- oder auch Zwillings-Luftbereifung ersetzt.

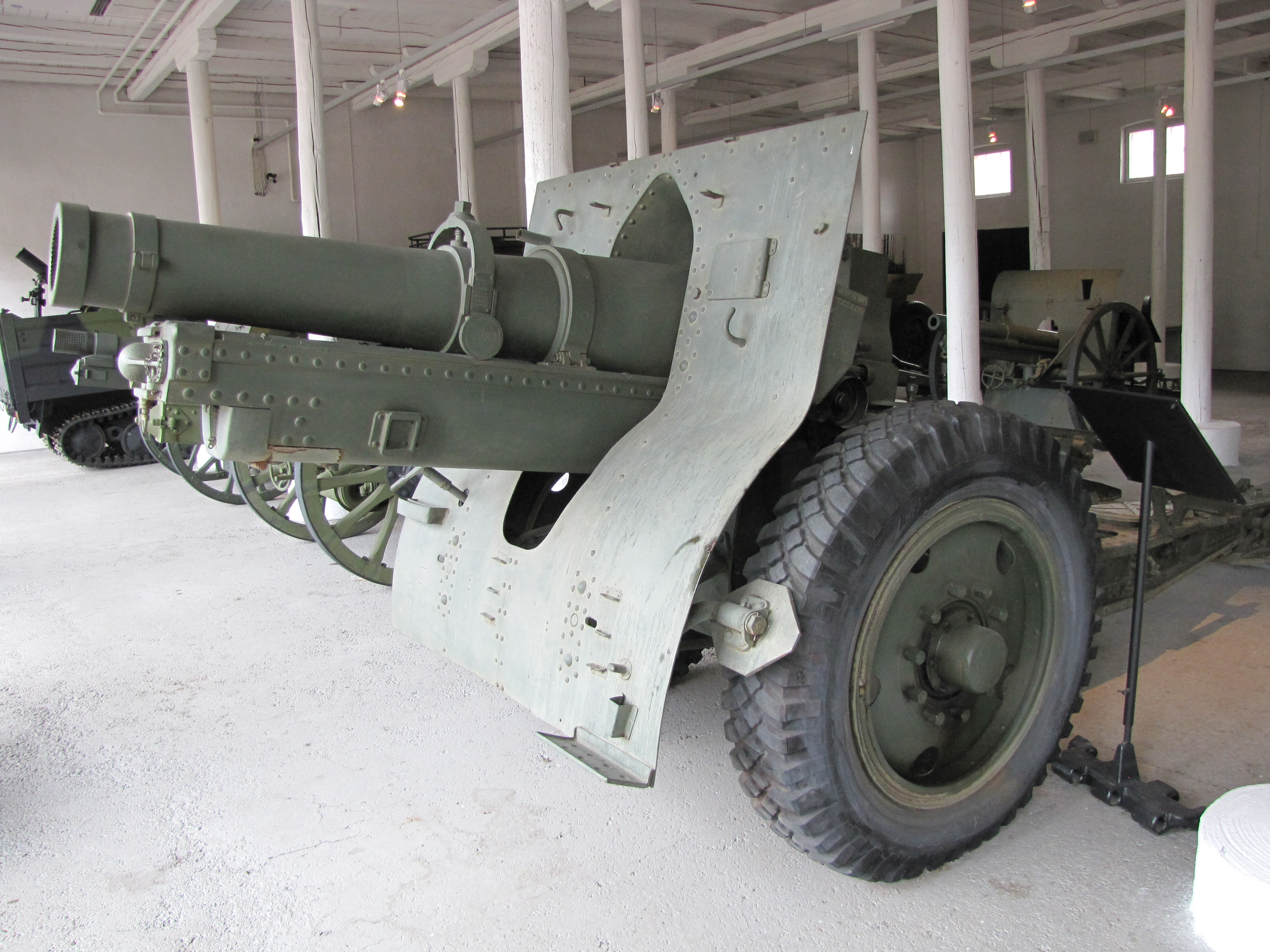
Einzel-Luftbereifung
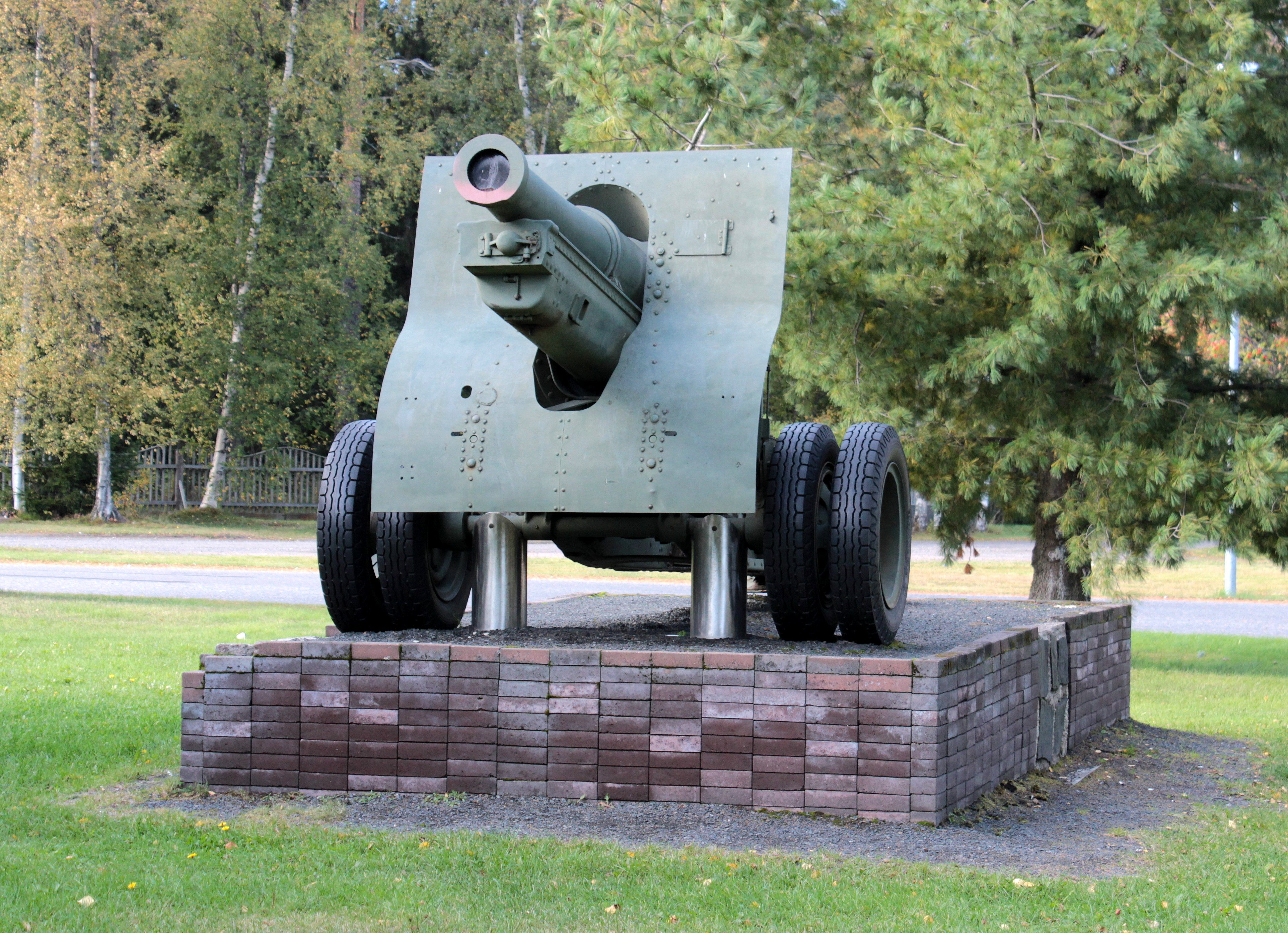
Zwillings-Luftbereifung (Finnland)

Im Motorzug entfiel die Protze.

## Technik
Das Geschütz war mit einem Gewicht von 3230 bis 3300 kg in Feuerstellung relativ leicht für seine Klasse. Die maximale Reichweite lag mit einer Granate von 43,45 kg bei 11.200 Metern. Es konnten fünf Sorten Munition verschossen werden: Sprenggranaten, Kartätschen, Schrapnelle, Rauchgranaten/Gasgranaten oder Leuchtgranaten. Der Höhenrichtbereich lag bei 0 bis 42 Grad und der Seitenrichtbereich des Rohres bei 6 Grad.
Die Haubitze zeigte hervorragende Schießeigenschaften und eine zufriedenstellende Wirkung. Die effektive Reichweite von 10 Kilometern erlaubte die Bekämpfung der gegnerischen Batterien auf eine respektable Distanz, weiterhin war sie bei der Bekämpfung bzw. Zerstörung von Verschanzungen sehr wirksam.

## Export / Lizenzfertigung
Neben der Bedeutung, als eines der am häufigsten gebauten französischen Geschütze während des Ersten Weltkrieges, erstreckte sich die Nutzung weit in den Zweiten Weltkrieg und in einigen Ländern sogar bis in den zweiten Teil des 20. Jahrhunderts. Die von der Wehrmacht 1940 erbeuteten Geschütze wurden unter der Bezeichnung 15.5 cm s F H 414 (f) weiter eingesetzt. Die umfassende Beute der Wehrmacht erlaubt es Verbündete zu beliefern, mindestens hundert Geschütze für die Verstärkung des Atlantikwalls einzusetzen und noch Reserve-Infanteriedivisionen, wie die 331., die 709., die 711. und die 716., mit dem Geschütz auszurüsten. Für den Atlantikwall wurde das Geschütz auch auf schwerer Sockellafette montiert.
Die Liste der Länder, die das Geschütze genutzt haben, ist lang und beginnt wegen des Umfangs mit den USA.
Vereinigte Staaten
Bei Vergleichen der vorhandenen amerikanischen Artillerie mit der C17S, war diese klar überlegen. So wurden für die American Expeditionary Forces bei Schneider Geschütze gekauft, die unter der Bezeichnung 155mm Howitzer M1917 A1 eingesetzt wurden. Bei Kriegsende 1918 waren noch 1503 Exemplare vorhanden, die 1909 in die USA gebracht wurden. Weiterhin hatte man für das Geschütz eine Lizenz erworben und begonnen in den USA die Fertigung aufzunehmen, aus dieser Produktion stammten 626 leicht geänderte Geschütze 155mm Howitzer M1918 mit u. a. anderen Schild und anderer Bereifung. Während des Zweiten Weltkrieges diente das Geschütz überwiegend zur Ausbildung, abgesehen von einigen Exemplaren die in Fernost zum Einsatz kamen und anderen die an die Commonwealth-Staaten abgegeben wurden.
Großbritannien
Von den USA erhielten die britischen Streitkräfte Ende 1941 im Rahmen des Lend-Lease etwa 100 modernisierte M1917A1 nach Nordafrika geliefert.
Australien
Von den an die britischen bzw. Commonwealth-Streitkräfte gelieferten Geschütze im Dezember 1941 wurden 18 an das 2/1st Field Regiment, Royal Australian Artillery gegeben. Dieses ging 1942 angesichts der Entwicklungen im Pazifik zurück nach Australien und nahm die Geschütze mit. Drei sollen noch heute als Erinnerungsstücke ausgestellt sein.
Belgien
Noch während des Ersten Weltkrieges erhielt Belgien von Frankreich 134 Geschütze, die sofern nicht zerstört als 15.5 cm s F H 413 (b) von der Wehrmacht im Mai 1940 erbeutet und übernommen wurden.
Polen
Polnische Soldaten kämpften während des Ersten Weltkriegs in Frankreich. Die Einheiten erhielten von den Franzosen C17S-Geschütze. Nach dem Krieg kaufte Polen für seine Streitkräfte eine gewisse Zahl der Geschütze und während des Polnisch-Sowjetischen Krieges von 1919 bis 1921 stellten diese den Hauptbestand an schweren Haubitzen. Im Oktober 1920 hatte das polnische Heer von denen als 155 mm haubica wz. 1917 bezeichneten Geschützen 206 im Bestand. Nach diesem Krieg wollte man weiter aufrüsten und erwarb eine Lizenz zur Fertigung. In den späten 1930er wurden 44 Stück gebaut. Bis zum September 1939 war ein Bestand von 340 erreicht. Jede der dreißig aktiven polnischen Infanteriedivisionen hatte zu diesem Zeitpunkt 3 dieser Geschütze als bespannte Artillerie. Weitere 12 schwere Artillerieabteilungen hatten je drei Batterien mit 4 Geschützen. Der Rest der Geschütze war in der Reserve. Die deutsche Beutebezeichnung war 15.5 cm s F H 17 (p).
Portugal
Nach der Kriegserklärung durch das deutsche Kaiserreich im Jahr, stellte Portugal ein Expeditionskorps für die Westfront, welches 4 Geschütze erhielt. Diese wurden 1945 ausgemustert.
Rumänien
Das Königreich Rumänien erhielt im Ersten Weltkrieg im Jahr 1917 zwölf Geschütze. Als Verbündeter des deutschen Reiches wurden von Deutschland aus der Waffenbeute der ersten Kriegsjahre weitere Geschütze zur Verfügung gestellt.
Russisches Kaiserreich / Sowjetunion
Während des Ersten Weltkrieges soll eine gewisse Anzahl an Geschützen geliefert worden sein. Dies soll im Anschluss auf das russische Standardkaliber 15,2-cm umgerüstet worden sein. Entsprechend dieser Erkenntnisse hatte die Wehrmacht für diese Geschütze die Bezeichnung 15.2 cm sFH 449(r) vorgesehen. Es fehlen Belege, dass das Geschütz beim Überfall auf die Sowjetunion bei der Truppe war oder erbeutet worden ist. Laut einigen Quellen erbeutete die Rote Armee 1939 einhundertelf polnische Geschütze.
Spanien
Spanien setzte erstmals C17S-Geschütze 1921 bei Kämpfen in Afrika ein (Turiet Hamed). Offiziell wurde das Geschütz jedoch bei der spanischen Armee erst 1922 eingeführt. Spanien hatte eine Lizenz erworben und baut bei TRUBIA eigene Geschütze für die Regimientos de Artillería Pesdos (Schwere Artillerieregimenter). Ein Geschütz wurde von Revolutionären während des Minenarbeiterstreiks 1934 im TRUBIA Werk erbeutet. Doch es fehlten Zünder für die Geschosse und bei dem Versuch die Geschosse durch gebündelte Dynamitpatronen zu ersetzen führte durch eine Explosion zur Beschädigung des Geschützes. Im spanischen Bürgerkrieg wurde es häufig von beiden Seiten eingesetzt. Einige Geschütze waren während des Bürgerkrieges und auch während des Zweiten Weltkrieges in Küstenbatterien im Einsatz, da es an besser geeigneten Geschützen mangelte. in ganz Spanien finden sich noch heute in Museen und als Gedenkstätten viel dieser Geschütze, sowohl aus französischer, als auch aus spanischer Fertigung.
Finnland
In den 1920er Jahren verkaufte Frankreich vier C15S und acht C17S an Finnland, welche dort mit den Bezeichnungen 152 H/15 und 155 H/17 eingeführt wurden. Die 152 H/15 waren Geschütze, die neue Rohre für das in Finnland übliche 152-mm-Kaliber erhielten, wobei jedoch die Originalverschlüsse beibehalten wurden. So konnten die H/15 mit Kartuschhülsen, wie bei der sowjetischen Artillerie üblich, und die H/17 mit Beutelkartuschen eingesetzt werden. Die H/15 hatten die ursprünglichen eisenbereiften Holzspeichenräder, die nur für bespannten Transport geeignet waren. Später wurde auf eine gummierte Bereifung für den Motorkraftzug umgerüstet. In Friedenszeiten dienten die Geschütze zur Ausbildung. Während des Winterkrieges mit der Sowjetunion wurden die H/15 in der 3. Unabhängigen Schweren Artillerie-Batterie eingesetzt, während die H/17 beim Schweren Artillerie-Bataillon 3 waren. Dann im Fortsetzungskrieg bildeten sie die Schweren Artillerie-Bataillone 24 und 25 und das Feldartillerie-Regiment 3.  Das deutsche Reich lieferte 166 erbeutete C17S nach Finnland, die erste Lieferung traf im Oktober 1940 ein und im Verlauf des Jahres 1941 weitere 147 Geschütze. Die letzten vier trafen 1944 ein. Während des Fortsetzungskrieges nutzten fünf schwere Artillerie Bataillone und acht Feldartillerie-Bataillone diese. Im Kampf mit den sowjetischen Kräften gingen 14 Geschütze 1944 verloren. Die verbliebenen Haubitzen wurden weiter für Übungszwecke genutzt oder für einen möglichen künftigen Konflikt eingelagert. In den 1960er Jahren erfolgte nochmals eine Modernisierung der Geschütze, so auch eine neue Doppelbereifung, damit schafften es die Geschütze bis in die 1980er als Ausbildungsgeschütze für den scharfen Schuss.
Griechenland
Das griechische Heer hatte bei Ausbruch des Zweiten Weltkrieges 96 Geschütze im Bestand. Als Italien im Oktober 1940 Griechenland angriff, bildeten diese die schweren Artilleriebataillone der Armeekorps. Die Geschütze wurden nach der griechischen Kapitulation im Mai 1941 von italienischen Heer übernommen.
Jugoslawien
In den 1920er Jahren hatten die jugoslawischen Streitkräfte 36 C17S im Bestand. Ob diese erst zu dieser Zeit erworben wurden, oder ob diese noch aus dem Bestand der serbischen Streitkräfte im Ersten Weltkrieg stammten, ist nicht geklärt. Als 15,5-cm-Haubitze 427(j) wurden diese im Balkanfeldzug von der Wehrmacht erbeutet.
Italien
Sämtliche von Italien als Obice da 155/14 PB eingesetzten Geschütze wurden erbeutet. Acht Geschütze in Frankreich und sämtliche 96 Geschütze der griechischen Streitkräfte. Nach der italienischen Kapitulation 1943 übernahm die Wehrmacht die Geschütze als 15.5 cm sFH 414(i).
Philippinen
Zum Zeitpunkt des Eintritts der Vereinigten Staaten in den Zweiten Weltkrieg, durch den japanischen Angriff auf Pearl Harbour, waren die Philippinen eine Kolonie der USA. Seine Streitkräfte waren mit amerikanischen Waffen ausgerüstet. Die koloniale Feldartillerie, das 301st Field Artillery Regiment kämpfte in Bataan und war mit GPF und zwei 155mm M1917 ausgerüstet. Diese Geschütze trafen auf den Philippinen am 14. Oktober 1941, zusammen mit fünfzig 75-mm-Halbketten-Selbstfahrlafetten, ein. Als die japanischen Streitkräfte nach bestätigten Unterlagen die auf den Philippinen erbeuteten GPF gegen die amerikanischen Truppen einsetzten, gibt es für die Verwendung der Haubitzen keine Belege. Eine verbliebene Haubitze mit modifiziertem Schild und einem untypischen Geschützrohr, hat den Krieg überstanden und ist heute in der philippinischen Militärakademie (Akademiyang Militar ng Pilipinas) ausgestellt.
Argentinien
Die argentinische Armee nutzte zwei Varianten des Geschützes, die als Obús Schneider L. 15.05 modelo 1928 calibre 155mm und Obús Schneider L. 30.05 modelo 1928 calibre 155mm bezeichnet werden. Noch in den 1980ern waren diese für die Ausbildung am Colegio Militar de la Nación im Einsatz. Einige wurden auch an befreundete Nachbarstaaten abgegeben.
Bolivien
Die bolivianische Armee erhielt aus dem Bestand der argentinischen Armee. Genau wie in Argentinien als Obús Schneider L. 15.05 modelo 1928 calibre 155mm und Obús Schneider L. 30.05 modelo 1928 calibre 155mm bezeichnet, handelte es sich um je zwei Batterien von je vier Geschützen. Eingesetzt sind diese beim ReA-2 BOLÍVAR (1. Mechanisierte Brigade) und RA-3 PISAGUA (3. Armee Division).